# Дернбург, Генрих
Генрих Дернбург (нем. Heinrich Dernburg; 3 марта 1829, Майнц — 23 ноября 1907, Шарлоттенбург) — немецкий политик и юрист-цивилист, виднейший специалист по римскому праву, известный популяризатор юридических знаний и науки. Педагог, ректор Берлинского университета в 1884—1885 годах.

## Биография
В 1841 году с родителями перешёл из иудейской веры в христианскую. Обучался в университетах в Гиссене и Берлин, затем читал лекции в Гейдельберге, Цюрихе и Галле.
Цивилистические взгляды Дернбурга оказали большое влияние на содержание германского гражданского уложения.
Г. Дернбург — почётный член Московского и Санкт-Петербургского (с 1900), Юрьевского (с 1902) и Томского (с 1905) университетов. Член Национальной академии деи Линчеи в Риме.
Известен и как политический деятель, член прусской палаты господ, где представлял сначала Галльский, потом Берлинский университеты. Был членом партии национал-либералов и поддерживал политику Бисмарка.
Автор известных трудов по прусскому и римскому праву.

## Избранные труды
- Пандекты. Т. 1: Общая часть / Пер. под рук. и ред. П. Соколовского. М.: Тип. унив., 1906.
- Пандекты. Т. 1: Ч. 2: Вещное право; Под ред.: А. Ф. Мейендорф, бар.; Пер.: А. Ю. Блох, А. Я. Гальперн; Соавт.: И. Бирман, проф. — 6-е изд., испр. — С.-Пб.: Гос. Тип., 1906. — 376 с.
- Пандекты. Т. 2: Обязательственное право. 2-е изд. / Пер. под рук. и ред. П. Соколовского. М.: Универ. тип., 1911.
- Пандекты. Т. 3: Семейное и наследственное право. (Кн. 4, 5)/ Дернбург Г.; Перевод с последнего (седьмого) немецкого издания под ред.: А. С. Кривцов, проф.; Пер.: А. Г. Гойхбарг, Б. И. Элькин. — С.-Пб.: Изд. юрид. кн. склада «Право», 1911. — 499 с.
- Учебник прусского частного права.
- Die Kompensation (1854).
- Das Pfandrecht nach den Grundsätzen des heutigen röm. Rechts (2 т., 1860).
- Lehrbuch des Preussischen Privatrechts und der Privatrechtsnormen des Reichs (3 т., 1871—1896).
- Das burgtrliche Recht des Deutschen Reichs u Preussens (5 т., 1898).
- Geschichte u. Theorie der Kompensation nach röm. Recht, mit Rücksicht auf die neueren Geseztsbücher.
- Das preussische Hypothekenrecht.
- Das Vormundschaftsrecht der preußischen Monarchie.
- Die Institutionen des Gajus.
- Untersuchungen über das Alter der einzelnen Satzungen des prätorischen Edicts и др.